# Savannah Speedway
De Savannah Speedway was een racecircuit gelegen in Savannah, Georgia. Het was een ovaal circuit van 0,479 mijl of 770 meter in lengte. Het circuit werd tussen 1962 en 1970 gebruikt voor wedstrijden uit de NASCAR Grand National Series.

## Winnaars op het circuit
Winnaars op het circuit uit de Grand National Series.
| Jaar | Race                  | Winnaar          | Auto      |
| ---- | --------------------- | ---------------- | --------- |
| 1962 | St. Patrick's Day 200 | Jack Smith       | Pontiac   |
| 1962 | -                     | Joe Weatherly    | Pontiac   |
| 1963 | -                     | Ned Jarrett      | Ford      |
| 1964 | Sunshine 200          | Richard Petty    | Plymouth  |
| 1964 | Savannah 200          | LeeRoy Yarbrough | Plymouth  |
| 1964 | -                     | Ned Jarrett      | Ford      |
| 1967 | -                     | Bobby Allison    | Chevrolet |
| 1967 | -                     | Richard Petty    | Plymouth  |
| 1969 | -                     | Bobby Isaac      | Dodge     |
| 1970 | Savannah 200          | Richard Petty    | Plymouth  |